# صور جوجل (تطبيق)
صور جوجل (بالإنجليزية: Google Photos) هو تطبيق لمشاركة الصور وخدمة التخزين وهو أحد منتجات جوجل. أعلنت عن إطلاقه في مايو 2015 وكان مضمّن مع تطبيق جوجل+ على الشبكة الاجتماعية قبل قرار فصله.
جوجل فوتوز متاح للمستخدمين مجانا، ويمكن تخزين ملفات الصور التي تصل دقتها إلى 16 ميجا بكسل ومقاطع الفيديو ذات الجودة العالية (1080p)، الخدمة تلقائيا مع إمكانية الضبط، في حالة الموافقة على التطبيق بالسماح له بالعمل يقوم بتحليل الصور وتحديد مختلف الميزات البصرية والمواضيع. يمكن للمستخدمين البحث عن أي شيء في الصور وتحوي ثلاث فئات رئيسية: الناس والأماكن والأشياء. جوجل فوتوز تتعرف على الوجوه وتقوم بجمع الوجوه المماثلة معا في ألبوم واحد؛ ويتعرف التطبيق على المعالم الجغرافية (مثل برج إيفل)؛ بما في ذلك أعياد الميلاد المباني والحيوانات والغذاء وأكثر من ذلك. وتنفذ جوجل أشكال مختلفة من آلة التعلم في الصور كخدمة التعرف على المحتويات داخل الصورة، وكذلك تمكين الميزات بما في ذلك إنشاء ألبومات تلقائياً وتتكون من أفضل الصور التي التقطت خلال حدث معين أو رحلة ويقوم بصنع صور متحركة، ويقوم التطبيق بالتذكير بالموعد السنوي لتاريخ التقاط صورة محددة.
جوجل فوتوز تلقى إشادة كبيرة من النقاد عند إطلاقه في مايو، 2015. تم تصنيفه كأفضل سحابة لتخزين الصور من قبل بعض المراجعين أيضاً قرار فصل خدمة الصور عن خدمة جوجل+ أشاد به المراجعين. أثيرت بعض المخاوف عن الخصوصية والدافع من وراء جوجل لإنشاء هذه الخدمة، وكذلك علاقتها مع الحكومات والتي من الممكن أن قوانينها تتطلب من جوجل أن تفشي بيانات المستخدمين لها. بعد مدة من إطلاق البرنامج وبشكل غير متعمد أظهر التطبيق وجوه اثنين من الأمريكيين من أصل أفريقي عندما بحثوا عن «الغوريلا» مما دفع جوجل للاعتذار فوراً.
وصل عدد مستخدمي التطبيق إلى 100 مليون مستخدم بعد خمسة أشهر فقط من إطلاقه، وتجاوز 200 مليون مستخدم بعد سنة واحدة. جوجل كشفت أيضا أن أكثر من 13.7 بيتابايت من الصور ومقاطع الفيديو التي تم تحميلها إلى هذه الخدمة.

## الميزات
يعطي التطبيق اثنين من خيارات التخزين وهي: «جودة عالية» و«جودة أصلية». عالية الجودة تشمل تخزين غير محدود للصور والفيديو يصل إلى 16 ميجا بكسل ومقاطع الفيديو تصل إلى 1080p.
خيار جودة أصلية تحافظ على النمط الأصلي وجودة الصور والفيديو كما تم حفظها في أول مرة، ولكن يصبح حينها تخزين محدود في جوجل.
الخدمة متوفرة على أنظمة أندرويد وآي أو إس، وكذلك موقع خاص بالويب حتى تمكن أكبر عدد من المستخدمين من استخدام الخدمة السحابية، والتي أصبحت في متناول جميع الأنظمة.
التطبيق يحلل وينظم الصور في مجموعات ويمكن التعرف على الميزات مثل الشواطئ، أو «عاصفة ثلجية في تورونتو». من خلال البحث في نافذة المستخدمين تظهر إمكانية البحث عن مجموعات من الصور في ثلاث فئات رئيسية: الناس والأماكن والأشياء. الخدمة تحلل الوجوه المشابهة والجماعات معا في فئة من الناس. يمكن أيضا تتبع الوجوه مع تقدمهم في السن. وتقوم أيضا بتحليل الأماكن والموقع الجغرافي ويمكن أيضا تحديد مواقع في الصور القديمة من خلال تحليل لأهم المعالم (مثل الصور التي تحتوي على برج إيفل). الأشياء مثل: أعياد الميلاد، المباني، القطط، الحفلات، الغذاء، التخرج، الملصقات، لقطات، الخ. يمكن للمستخدمين يدويا إزالة وتعديل التصنيفات إذا وجد خطأ ما.
المستفيدين من الصور المشتركة يمكن عرضها على شبكة الإنترنت دون الحاجة إلى تحميل التطبيق. يمكن للمستخدمين تحرير الصور ويمكن مشاركتها بسهولة مع الشبكات الاجتماعية (جوجل+، فيسبوك، تويتر) وغيرها من الخدمات. التطبيق يولد الروابط على شبكة الإنترنت ليمكّن المستخدمين وغير المستخدمين للوصول إليها.

## وصلات خارجية
- الموقع الرسمي